# スティーブンソン郡 (イリノイ州)
座標: 北緯42度21分 西経89度40分 / 北緯42.35度 西経89.67度
スティーブンソン郡（英: Stephenson County）は、アメリカ合衆国のイリノイ州にある郡。2010年の人口は4万7711人で、郡庁所在地はフリーポート (Freeport) である。全域がフリーポート小都市圏の圏内にある。

## 歴史
1837年にジョーデイビース郡とウィネベーゴ郡の各一部をとって誕生し、イリノイ準州の将校であったベンジャミン・スティーブンソン大佐にちなみ名づけられた。

## 地理
国勢調査局の調査では総面積1462.6平方キロ（564.72平方マイル）で、うち1461.2平方キロ（564.18平方マイル）が陸地、総面積の0.10%にあたる1.4平方キロ（0.54平方マイル）が水域である。

### 主要幹線道路・高速道路
- 国道20号線
- 州道26号線
- 州道73号線
- 州道75号線

### 隣接する郡
- グリーン郡 (ウィスコンシン州)（北）
- ウィネベーゴ郡（東）
- オーグル郡（南東）
- キャロル郡（南西）
- ジョーデイビス郡（西）
- ラファイエット郡 (ウィスコンシン州)（北西）

## 人口動態
2000年国勢調査時点で、この郡には4万8979人、1万9785世帯、1万3473家族が暮らしている。人口密度は1平方キロあたり34人で、平方マイルに換算すると87人となる。住居数は2万1713軒で、1平方キロあたりに15軒（1平方マイルあたりでは38軒）が建っている計算になる。住民のうち白人が89.29%、アフリカ系が7.68%、ネイティブ・アメリカンが0.15%、アジア系が0.68%、太平洋諸島系が0.04%、その他が0.63%、混血が1.53%、ヒスパニック（ラテン系）が1.53%を占める。45.0%がドイツ系、7.2%がアメリカ系、7.0%がアイルランド系、6.3%がイングランド系である。
1万9785世帯のうち30.7%は18歳以下の子供と暮らしており、55.4%は夫婦で生活している。9.5%は未婚の女性が世帯主であり、31.9%は家族以外の住人と同居している。27.6%が独り身世帯で、12.6%を独居老人が占める。1世帯あたりの平均構成人数は2.43人、家庭の構成人数は2.97人である。
住民のうち25.2%が18歳以下の未成年、7.6%が18歳以上24歳以下、27.5%が25歳以上44歳以下、23.3%が45歳以上64歳以下、16.4%が65歳以上となっており、平均年齢は38歳である。女性100人に対し男性が93.1人いる一方、18歳以上の女性100人ごとに対しては90.3人いる。
一世帯あたりの平均収入は4万366米ドルで、家族あたりでは4万8510米ドルである。男性の平均収入は3万6300米ドル、女性の平均収入は2万4238米ドルで、労働者でない人々も含めた住民一人当たりの収入は1万9794米ドルとなる。総人口の9.0%、家族の6.5%、18歳以下の子どもの11.6%、および65歳以上の老人の8.5%は貧困線以下の収入で生計を立てている。

## 行政区画

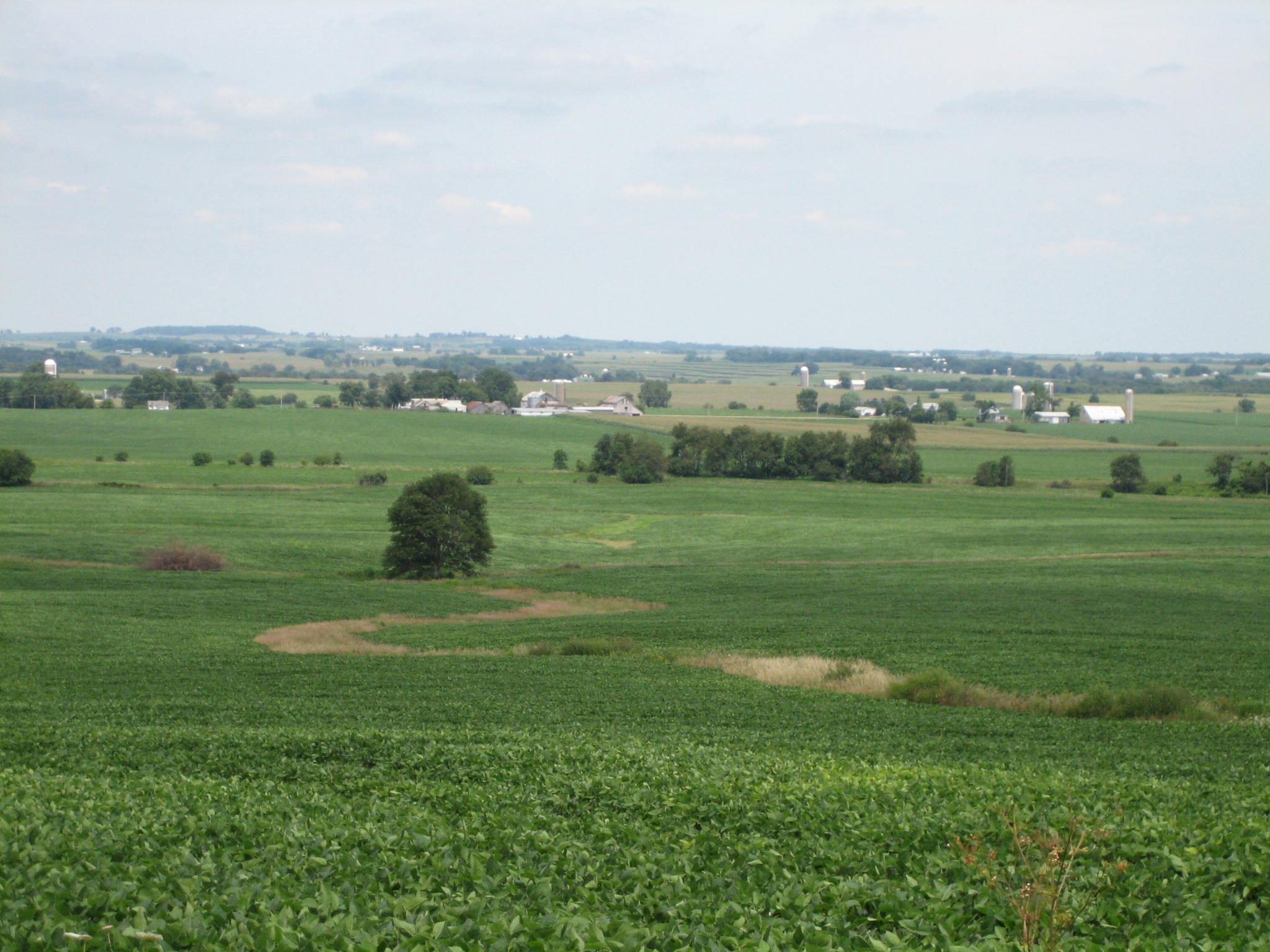
ケント近郊の田園風景

### 都市および町
- フリーポート (en:Freeport, Illinois)（郡庁所在地）
- パールシティ (en:Pearl City, Illinois)
- シーダービル (en:Cedarville, Illinois)
- ダコタ (en:Dakota, Illinois)
- デイビス (en:Davis, Illinois)
- ジャーマンバレー (en:German Valley, Illinois)
- レイクサマーセット (en:Lake Summerset, Illinois)
- レナ (en:Lena, Illinois)
- オレンジビル (en:Orangeville, Illinois)
- リドット (en:Ridott, Illinois)
- ロックシティ (en:Rock City, Illinois)
- ウィンズロー (en:Winslow, Illinois)

### 非法人コミュニティ
- アフォーキー (en:Afolkey, Illinois)
- ボルトン (Bolton)
- バックホーンコーナーズ (Buckhorn Corners)
- ブエナビスタ (en:Buena Vista, Illinois)
- ダマスカス (Damascus)
- エレロイ (en:Eleroy, Illinois)
- エバーツ (Evarts)
- フローレンス (Florence)
- ケント (en:Kent, Illinois)
- ロラン (Loran)
- マコンネル (en:McConnell, Illinois)
- オネコ (en:Oneco, Illinois)
- レッドオーク (en:Red Oak, Illinois)
- ロックグローブ (en:Rock Grove, Illinois)
- サイオートミルズ (en:Scioto Mills, Illinois)
- ワダムズグローブ (en:Waddams Grove, Illinois)
- ウィネシーク (Winneshiek)
- イエロークリーク (en:Yellow Creek, Illinois)

### 郡区
- バッカイ郡区 (en:Buckeye Township, Stephenson County, Illinois)
- ダコタ郡区 (en:Dakota Township, Stephenson County, Illinois)
- エリン郡区 (en:Erin Township, Stephenson County, Illinois)
- フローレンス郡区 (en:Florence Township, Stephenson County, Illinois)
- フリーポート郡区 (en:Freeport Township, Stephenson County, Illinois)
- ハーレム郡区 (en:Harlem Township, Stephenson County, Illinois)
- ジェファーソン郡区 (en:Jefferson Township, Stephenson County, Illinois)
- ケント郡区 (en:Kent Township, Stephenson County, Illinois)
- ランカスター郡区 (en:Lancaster Township, Stephenson County, Illinois)
- ロラン郡区 (en:Loran Township, Stephenson County, Illinois)
- オネコ郡区 (en:Oneco Township, Stephenson County, Illinois)
- リドット郡区 (en:Ridott Township, Stephenson County, Illinois)
- ロックグローブ郡区 (en:Rock Grove Township, Stephenson County, Illinois)
- ロックラン郡区 (en:Rock Run Township, Stephenson County, Illinois)
- シルバークリーク郡区 (en:Silver Creek Township, Stephenson County, Illinois)
- ワダムズ郡区 (en:Waddams Township, Stephenson County, Illinois)
- ウェストポイント郡区 (en:West Point Township, Stephenson County, Illinois)
- ウィンズロー郡区 (en:Winslow Township, Stephenson County, Illinois)